# Magda Cotrofe
Magda Cotrofe (Campos dos Goytacazes, 18 de janeiro de 1963) é uma atriz e ex-modelo brasileira.

## Biografia
Em 1983, Magda candidatou-se no Miss Rio de Janeiro, porém foi derrotada. Depois de um curso de manequim, surgiram vários trabalhos, ficou conhecida pela semelhança física com a modelo Luiza Brunet, devido seu rosto quadrado e cabelos castanhos compridos, combinados com os olhos levemente amendoados, fato que contribuiu para seu sucesso na carreira.
Uma das musas da década de 1980. Magda foi a precursora do biquíni fio-dental, era frequentadora dos grandes bailes de carnaval do Rio de Janeiro. Desfilou  por diversas escolas de samba: União da Ilha, Tradição, Unidos da Tijuca, Leão de Nova Iguaçu, entre outras. Seu talento e beleza a tornaram conhecida nacionalmente, realizando desfiles e campanhas publicitárias, como da Du Loren e da grife Dijon, foi capa das revistas Nova, Manchete, Claudia e Fatos & Fotos. Posou nua diversas vezes para revistas masculinas, como Ele Ela, em novembro de 1983, foi também a primeira mulher que saiu na capa da Playboy por três anos seguidos, em maio de 1985, dezembro de 1986 e outubro de 1987, onde fez um striptease de noiva, por coincidência, o ensaio chegou às bancas na mesma época de seu primeiro casamento.
Como atriz, atuou no humorístico Viva o Gordo, contracenando com o desajeitado Rochinha, personagem interpretado por Jô Soares, conhecido pelo bordão "É o meu jeitinho...", no cinema participou do filme Solidão, uma Linda História de Amor, como namorada do Pelé. Apresentou o programa Rio Mulher na Rede OM. No teatro, esteve no elenco da comédia romântica O fruto proibido.
La Cotrofe teve incontáveis aparições na televisão, participou como convidada de alguns programas populares de auditório de Gugu Liberato no SBT e Gilberto Barros na Rede Bandeirantes. Em 1987, chegou a ser finalista do Troféu Imprensa de "melhor modelo", no único ano em que a categoria foi incluída no tradicional prêmio da TV.
Magda ainda viajava pelo país fazendo alguns desfiles e presenças vips, manteve um curso de modelo e manequim no Rio, como produtora de moda, atuou na Ki-Tanga, comercializando biquínis e maiôs e abriu uma confecção de roupas para ginástica. É designer de joias com sua marca MC Cotrofe. Cursou jornalismo, atualmente conta sua história e acontecimentos de seu dia a dia em um blog e no Facebook, ela diz que sente falta dos holofotes e aceitaria posar nua outra vez.

### Vida pessoal
Aos 14 anos, foi professora de patinação artística. Estudante de educação física, teve que parar a faculdade por causa dos compromissos profissionais. Mesmo assim, adquiriu muita cultura viajando por vários países.
Casou em 5 de outubro de 1987 com o corretor de seguros e empresário Roberval dos Santos Magalhães. Em 4 de julho de 1989, nasceu Thalita, sua primeira filha. Em 1993, foi mãe pela segunda vez, do menino Thiago, fruto da mesma relação, que durou dez anos.
Colocou prótese de silicone nos seios e é praticante de ginástica, spinning e musculação. Em 3 de setembro de 2010, se casou com o investidor financeiro Sergio Ferrari, mas, atualmente, se encontra divorciada, tendo em vista que seu segundo casamento já se findou.

## Carreira

### Televisão
- 1985 - Viva o Gordo .... Liliana, a esposa do Rochinha
- Os Trapalhões
- 1988 - Veja o Gordo
- Zorra Total
- Rio Mulher .... apresentadora

### Cinema
- 1989 - Solidão, uma Linda História de Amor

### Teatro
- A Menina e o Vento
- A Bela Adormecida
- 2007 - O Fruto Proibido .... Olívia